# Múscul pronador quadrat
El múscul pronador quadrat és el més profund dels músculs anteriors de l'avantbraç. Està situat a la part distal de l'avantbraç, rep innervació del nervi medià i l'irriga l'artèria interòssia.
S'origina a la cara anterior del cúbit i s'insereix a la cara anterior del radi.
Participa en la pronació de l'avantbraç.

## Imatges addicionals

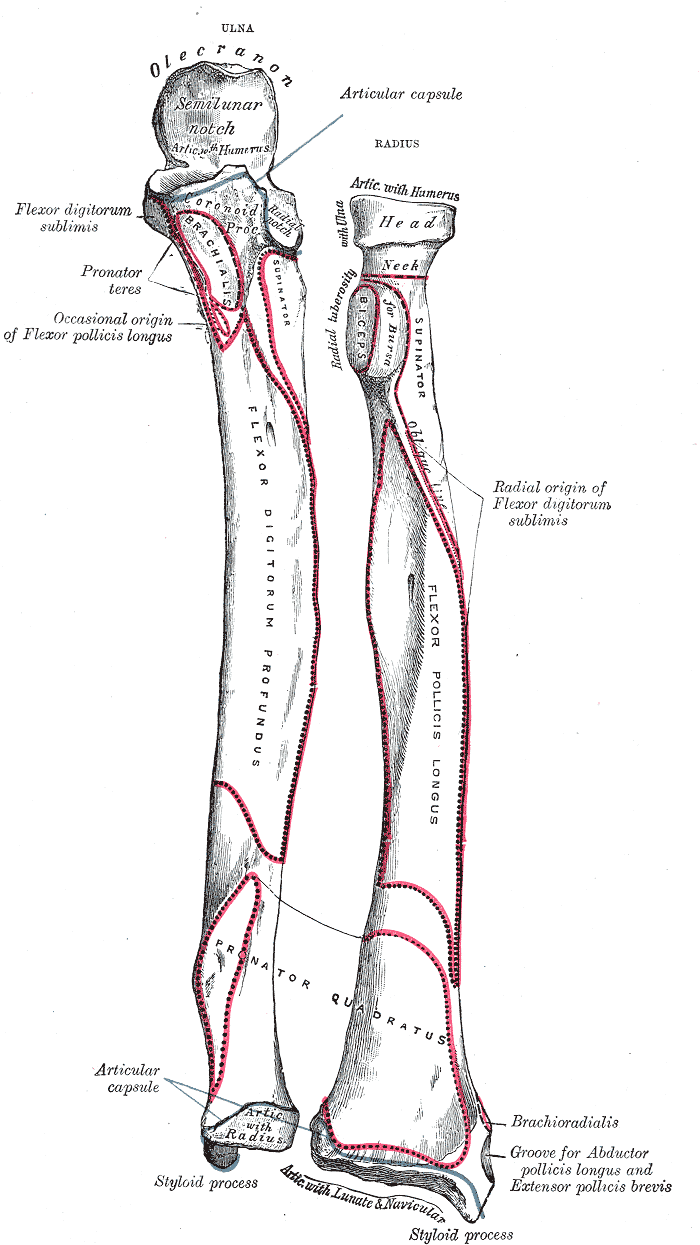
Ossos de l'avantbraç esquerre. Cara anterior.
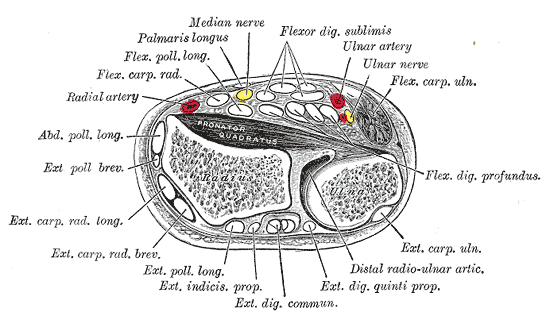
Tall transversal de l'avantbraç a nivell distal.
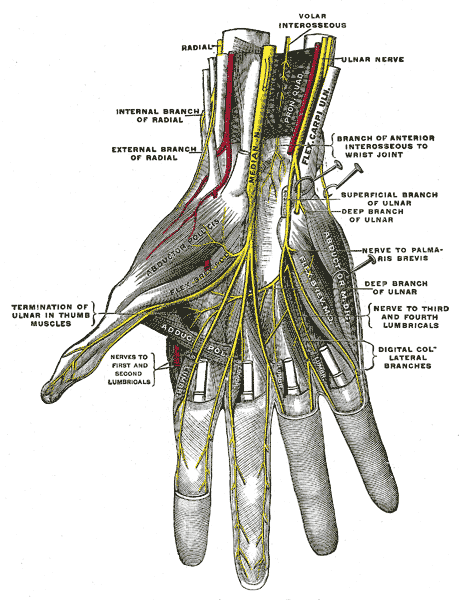
Nervis palmars profunds.